# Jure Zdovc
Jurij Zdovc, detto Jure (Maribor, 13 dicembre 1966), è un allenatore di pallacanestro ed ex cestista sloveno, fino al 1991 jugoslavo.
Giocava come playmaker. Ha vinto la medaglia d'argento ai Giochi olimpici di Seul nel 1988 con la maglia della Nazionale jugoslava.

## Carriera
Cresciuto nel Comet Slovenske Konjice, nel 1983 viene acquistato dall'Olimpia Lubiana, con cui rimane legato fino al 1991. Con la squadra jugoslava si mette in luce e viene chiamato più volte in nazionale: partecipa ai Giochi olimpici di Seul, all'Europeo di Zagabria nel 1989, al Mondiale d'Argentina nel 1990 e all'Europeo nel 1991, vincendo sempre una medaglia.
Con l'inizio delle guerre jugoslave, Zdovc passa alla Virtus Bologna, nel 1991-92. Con la squadra emiliana disputa 27 gare con 15,4 punti di media. Nel 1992 passa in Francia, con il Limoges. Nell'unica stagione che disputa con la squadra del Limosino, vince il campionato francese e la Coppa dei Campioni.
Nell'estate 1993 fa anche un provino con i New York Knicks, ma non viene ingaggiato. Torna così in Europa, per vestire la maglia dell'Īraklīs per tre stagioni. Nel 1997 è al Paris Basket e la stagione successiva gioca in Turchia con il Tofaş Bursa. Nel 1998 torna a giocare in patria, nuovamente per l'Olimpia Lubiana, con cui rimane fino al 2002, con una breve parentesi al Panionios di Atene. Con gli sloveni vince un campionato, una Lega Adriatica e tre Coppe di Slovenia.
Chiude la sua carriera al termine della stagione 2002-03, divisa tra il Slovan Lubiana e lo Spalato, con cui vince anche il campionato croato.

## Palmarès

### Giocatore

#### Club

##### Trofei nazionali
- Campionato francese: 2

CSP Limoges: 1992-93
PSG Racing: 1996-97
- Campionato sloveno: 1

Olimpia Lubiana: 1998-99, 2001-02
- Coppa di Slovenia: 3

Union Olimpija: 1999, 2000, 2002
- Campionato croato: 1

KK Split: 2002-03

##### Trofei internazionali
- Coppa dei Campioni: 1

CSP Limoges: 1992-93
- Lega Adriatica: 1

Olimpia Lubiana: 2001-02

#### Nazionale
- Mondiali: 1

Jugoslavia: 1990
- Europei: 2

Jugoslavia: 1989, 1991

#### Individuale
- MVP finals Lega Adriatica: 1

Union Olimpija: 2001-02

### Allenatore

#### Squadra
- Coppa di Slovenia: 2

Union Olimpija: 2010, 2011
- Coppa di Croazia: 2

Spalato: 2004
Cedevita Zagabria: 2018
- Coppa di Lituania: 1

Žalgiris Kaunas: 2021-22
- Supercoppa di Lega Adriatica: 1

Cedevita Zagabria: 2017

#### Individuale
- ULEB Eurocup Coach of the Year: 1

Spartak San Pietroburgo: 2011-12